# Tunø Kirke
Tunø Kirke på Tunø er en kirke fra omkring 1300. Kirken ligger midt i Tunø by på en 17 meter høj bakke. Før kirken blev bygget måtte tunboerne sejle over til Nordby kirke på Nordsamsø, hvor de havde deres eget våbenhus.
1216 overdrog Valdemar Sejr Tunø til Århus Domkirke og opførelsen af kirken, der er viet til Vor Frue er sandsynligvis helt eller delvis bekostet af domkirken. I januar 1948 overgik kirken til selveje.
Kirken var oprindelig bygget i romansk stil, men efter mange ombygninger og tilføjelser fremstår kirken i dag i gotisk stil med våbenhus, vesttårn og en korforlængelse mod øst. Samtidig blev der indsat krydshvælv i den oprindelige bygning, og kirken fik en kamtakgavl med tvilling-spidsbuet højblænding. Af den oprindelige unggotik har kirken blot bevaret den spidsbuede døråbning og et tilmuret spidsbuevindue ved siden af døren. Kvindedøren i kirkens nordside er tilmuret, men anes dog i murværket.
Koret er ikke tilgængeligt uden særlig tilladelse, men stående ved kortrappen ses det restaurerede korbuekrucifiks.
Altertavlen er et sengotisk træskærerarbejde fra 1731. Jomfru Maria med Jesusbarnet flankeres af Sankt Clemens. I sidefløjene er der billeder af evangilisterne med deres symboler. med to bevægelige fløje er fra 1731. blev bemalet med evangelisterne, er en skabstavle fra ca. 1490. Tavlen blev i 1950érne restaureret af kirkemaler Einar V. Jensen.
Døbefonten er en romansk granitfont som har en dybde på 27 cm og et tværsnit på ca. 70 cm. Den er øverst dekoreret med en bølget bladranke og nedenunder med to dobbeltløver.
Prædikestolen fra omkring 1630-50 er dekoreret med malerier af de fire evangilister. I lydhimmelens frise, i stolens frisefelter og i dens gennemløbende postamentfelt er der malet frakturindskrifter.
Blandt kalkmalerierne kan især nævnes det kalkmalede epitafium på korets nordvæg over sognepræst Jørgen Hansen, som den 31. juli 1640 efter sigende blev stanget ihjel af en tyr.
Kirkeskibet, der er en model af linieskibet "Louise Augusta", søsat 1783, blev 1842 bygget og skænket af I.P Rasmussen, Tunø. Det blev repareret 1930 og er ophængt i den nordvestlige gavl. 1974 blev skibet nyrigget og restaureret af Jens M. Diget, Skagen.
Den lille rektangulære kirkegård blev 1918 udvidet mod øst og er på alle sider indhegnet af markstensdiger.
Præstegården, der ligger nedenfor kirkebakken, har ingen fastboende præst, men står til rådighed for en præst fra Østjylland, der regelmæssigt kommer til øen for at foretage de kirkelige handlinger. I en af præstegårdens længer er der nu indrettet et museum, som er åbent efter aftale.
Der er offentlig adgang til kirken, og fra tårnet er der i klart vejr udsigt til Jylland, Samsø, Endelave og Fyn.

## Tunø Fyr
Tunø Fyr blev indrettet 1801 i Tunø kirkes tårn. Ideen til indretning af et fyr i kirketårnet tilskrives grundlæggeren af Det Kongelige danske Søkortarkiv Poul de Løvenørn (1751-1826), som under en tjenesterejse i 1798 blev præsenteret for ønsket om et fyr på Tunø. 1801 blev det 11 meter høje kirketårn indrettet som lampefyr. 1846 blev der installeret et et linseapparat. I forbindelse med ændringen til vinkelfyr i 1906 blev tårnet forhøjet med ca. 7 meter. I 1921 fik fyret installeret blaugasbrænder og til hjælp for fiskerierhvervet fik fyret i 1923 indlagt en hvid vinkel, der angav sejlretningen til Tunø havn. Fyret er også i nutiden i drift.
Før i tiden havde Tunø sin egen fastboende præst, og i mange år fungerede præsten som øens fyrmester, og det hed sig, "at på Tunø sover præsten hos fyrmesterens kone”.

## Galleri
- Kirkegården set fra tårnet
- Koret
- Altertavlen
- Døbefonten
- Prædikestolen
- Kirkeskibet "Louise Augusta",